# Telescopio Hexápodo
El Telescopio Hexápodo (nombre original: Hexapod-Telescope, HPT por sus siglas en inglés) está ubicado telescopio en el Observatorio de Cerro Armazones en el norte de Chile.
Su telescopio Ritchey-Chrétien de 1,5 m de diámetro es notable por el diseño de su montura. En vez de la montura clásica en la que los movimientos del telescopio se controlan mediante la rotación sobre dos ejes en planos perpendiculares, el espejo del telescopio se mantiene orientado mediante seis brazos extensibles, una disposición conocida como plataforma Stewart.
Esta configuración permite al telescopio moverse con seis grados espaciales de libertad, y también proporciona al dispositivo una gran solidez estructural. Como resultado, la relación entre la presión absorbida por cada apoyo y el peso propio es muy alta. Además, la estructura de seis apoyos permite un posicionamiento muy preciso y gran repetibilidad de los movimientos. La desventaja del sistema es que el control para apuntar un telescopio hexápodo es mucho más complejo que con las monturas de telescopio convencionales.

## Historia
La montura fue diseñada por ingenieros de la compañía Vertex, en colaboración con astrónomos del Instituto de Astronomía de la Universidad Ruhr de Bochum (AIRUB) en Alemania, donde fue exhaustivamente probado. En 2006 se trasladó a su ubicación definitiva en el Observatorio de Cerro Armazones en el desierto de Atacama en Chile, gestionado por AIRUB en colaboración con el Departamento de Astronomía de la Universidad Católica del Norte (UCN). El nuevo edificio de control se construyó en la cima del Cerro Murphy, una cumbre subsidiaria del Cerro Armazones.
Junto con el Observatorio de Heidelberg-Königstuhl, AIRUB desarrolló el Espectrógrafo Bochum Echelle para la óptica del telescopio hexápodo, copia del Espectrógrafo Óptico Alimentado por Fibra de Rango Extendido (Fiber-fed Extended Range Optical Spectrograph; FEROS) operado por el Observatorio Europeo Austral.

## Lecturas relacionadas
- Theodor Schmidt-Kaler: The Hexapod Telescope: A New Way to Very Large Telescopes. In: Progress in Telescope and Instrumentation Technologies, ESO Conference and Workshop Proceedings, ESO Conference on Progress in Telescope and Instrumentation Technologies, ESO, Garching, 27–30 April 1992, Garching: European Southern Observatory (ESO), 1992, edited by Marie-Helene Ulrich, p. 117